# Luíza Fazio
Luíza Ribeiro de Fazio (Santos, 20 de Maio de 1994) é uma roteirista, escritora e tradutora brasileira. Seus principais trabalhos incluem séries como Sintonia, Sentença, e a segunda temporada de Cidade Invisível.

Em 2022, Luíza foi selecionada pela revista Forbes Brasil para a versão brasileira da lista anual 30 Under 30. Atualmente, é parte da equipe de roteiro da terceira temporada de De Volta aos 15.

## Carreira
Luíza iniciou sua carreira na área do audiovisual trabalhando como assistente de produção na cidade de Los Angeles, Califórnia, nas séries documentais Chef's Table, da Netflix e Toxic Guanabara.
Retornando ao Brasil, Luiza continuou a carreira documental em veículos como o site Vice Brasil, antes de realizar uma transição para roteiro de ficção como assistente e coordenadora de roteiro em séries como Samantha! e a primeira temporada de Sintonia, ambas da Netflix, esta última sendo a terceira série mais vista no catálogo brasileiro da plataforma no ano de 2019.
Em 2019, ela fez parte da sala de roteiro da série Sentença, criada por Paula Knudsen e lançada em 2022 pela Amazon Prime Video. Em 2020, Luíza assina seus primeiros roteiros para a série Carenteners, produzida durante a pandemia do COVID-19. No mesmo ano, ela retornou ao formato de documentário como roteirista do documentário musical Lexa: Mostra esse Poder, da Globoplay. 
Em 2021, Luíza retornou à equipe de Sintonia como roteirista da segunda temporada da série. Logo depois, escreveu episódios para a segunda temporada de Cidade Invisível, série original Netflix criada por Carlos Saldanha, diretor indicado ao Oscar.
Em 2022, foi escolhida para a edição brasileira da lista Forbes 30 Under 30, na categoria "Artes Plásticas e Literatura".
Em 2023, Luíza escreveu roteiros para a série O Amor da Minha Vida, série original Star+ com data de estreia prevista para 2024, estrelando Bruna Marquezine e Sérgio Malheiros.  Em 17 de julho de 2023, foi anunciado que Luíza seria parte da equipe  de roteiristas da terceira temporada da série De Volta aos 15, da Netflix, estrelando Maisa Silva. No mesmo mês, também lançou seu primeiro trabalho como diretora, com o videoclipe para a música "Mandraka Siliconada", da funkeira paulistana MC Lalão do TdS.

## Formação acadêmica
Luiza se formou em Jornalismo em 2014, na Faculdade Cásper Líbero (São Paulo - SP).
Entre 2015 e 2016, ela se mudou para Los Angeles, Califórnia para realizar uma pós-graduação em roteiro audiovisual na Universidade da Califórnia em Los Angeles (UCLA).
Em 2022, Luíza foi convidada pela Embaixada dos Estados Unidos  a integrar uma residência internacional de escritores na Universidade do Iowa, novamente nos Estados Unidos, programa que já recebeu escritores brasileiros como Milton Hatoum e João Ubaldo Ribeiro. 
Durante o programa, Luiza participou de um congresso internacional de autores organizado pela ONG estadunidense Pen America, que reuniu 80 escritores de todo o mundo em uma "reunião de emergência" na sede da ONU em Nova York.

## Filmografia selecionada
| Ano   | Título                  | Nota |
| ----- | ----------------------- | --- |
| 2016  | Chef's Table            | Segunda temporada, episódio "Alex Atala"; assistente de produção                                             |
| 2016  | Toxic Guanabara         | Minissérie documental; assistente de produção                                                                |
| 2018  | Samantha!               | Primeira série de comédia nacional da Netflix; assistente de roteiro                                         |
| 2019  | Sintonia                | coordenadoria de roteiro - primeira temporada                                                                |
| 2020  | Carenteners             | Roteirista                                                                                                   |
| 2021  | Cidade Invisível        | Segunda temporada; roteirista - Prime video                                                                  |
| 2021  | Sintonia                | Segunda temporada; roteirista; escreveu o quarto episódio da segunda temporada, "Aqui Se Faz, Aqui se Paga". |
| 2021  | Lexa: Mostra esse Poder | Roteirista; Docu-série, Globoplay                                                                            |
| 2022  | Sentença                | Roteirista; Prime Video                                                                                      |
| 2023  | Mandraka Siliconada     | Primeiro trabalho de direção; videoclipe musical da funkeira MC Lalão do TdS.                                |
| 2024† | O Amor da Minha Vida    | Roteirista; Série original Star+                                                                             |
| N/A   | De Volta aos 15         | Roteirista; temporada atualmente em produção                                                                 |

† Data prevista de estreia

## Ligações Externas
- Luíza Fazio. no IMDb.
- Luíza Fazio no Instagram